# Wapen van Eenrum

Het wapen van Eenrum

Het wapen van Eenrum werd op 9 januari 1913 per Koninklijk Besluit door de Hoge Raad van Adel aan de Groninger gemeente Eenrum toegekend. Vanaf 1990 is het wapen niet langer als gemeentewapen in gebruik omdat de gemeente Eenrum opging in de gemeente Ulrum, die zich later in 1992 hernoemde in gemeente De Marne.

## Blazoenering
De blazoenering van het wapen luidt als volgt:
Gedeeld; I in keel een rooster van goud, de steel omlaag; II in zilver een gekanteelde toren van keel, uitkomende uit drie golvende dwarsbalken van azuur. Het schild gedekt met eene vijfbladerige kroon van goud.

## Verklaring
De rooster in het (heraldisch gezien) rechterhelft van het wapen staat symbool voor de heilige Laurentius. Deze heilige is afkomstig van zegels uit de middeleeuwen van het gebied Hunsingo, waarvan Eenrum de hoofdplaats was. De rooster verwijst naar de foltering van Laurentius op een rooster boven een vuur. In het linkerhelft is de borg Dijksterhuis te Pieterburen afgebeeld, die vroeger belangrijk was voor het gebied.
Adorp
· Aduard
· Appingedam
· Baflo
· Bedum
· Beerta
· Bellingwedde
· Bellingwolde
· Bierum
· De Marne
· Delfzijl 
· Eemsmond
· Eenrum
· Ezinge
· Finsterwolde
· Grijpskerk
· Grootegast
· Haren
· Hefshuizen
· Hoogezand
· Hoogezand-Sappemeer
· Hoogkerk
· Kantens
· Kloosterburen
· Leek
· Leens
· Loppersum
· Marum
· Meeden
· Menterwolde
· Middelstum
· Midwolda
· Muntendam
· Nieuweschans
· Nieuwe Pekela
· Nieuwolda
· Noordbroek
· Noorddijk
· Oldehove
· Oldekerk
· Onstwedde
· Oosterbroek
· Oude Pekela
· Reiderland
· Sappemeer
· Scheemda
· Slochteren
· Stedum
· Ten Boer
· Termunten
· Uithuizen
· Uithuizermeeden
· Ulrum
· Usquert
· Vlagtwedde
· Warffum
· Wedde
· Wildervank
· Winschoten
· Winsum
· 't Zandt
· Zuidbroek
· Zuidhorn